# La bordadora (María Blanchard)
La brodeuse (La bordadora) es una obra de la pintora española María Blanchard realizado en 1925-1926 que pertenece al Museo Nacional Centro de Arte Reina Sofía de Madrid.

## Obra
La obra es un óleo sobre lienzo con unas dimensiones de 81 por 60 centímetros. Esta pintura es posterior a la etapa cubista de entreguerras de Blanchard, enmarcándose en el movimiento figurativo Retorno al orden, que mantiene elementos cubistas.
La bordadora forma parte de la colección de obras figurativas que posee el Museo Reino Sofía de Blanchard, entre las que también se encuentran otras pinturas como La comulgante, Joven Peinándose o La Bretona.